# La città assediata
La città assediata (The Big Lift) è un film del 1950 girato da George Seaton a Berlino e interpretato da Montgomery Clift.

## Trama
Si narra dell'operazione Vittles, il famoso ponte aereo che gli angloamericani organizzarono per neutralizzare il blocco di Berlino da parte dei sovietici, secondo le esperienze di due sergenti americani, del conflitto ideologico fra i due avieri e del loro rapporto con le donne tedesche.